# Grecia ai Giochi della XXX Olimpiade
La Grecia ha partecipato ai Giochi della XXX Olimpiade di Londra svoltisi dal 27 luglio al 12 agosto 2012. È stata la 27ª partecipazione degli atleti greci ai giochi olimpici estivi.
Gli atleti della delegazione greca sono stati 103 (65 uomini e 38 donne), in 19 discipline. Alla cerimonia di apertura il portabandiera è stato il taekwondoka Alexandros Nikolaidis, mentre il portabandiera della cerimonia di chiusura è stato il nuotatore Spyridōn Gianniōtīs.
La Grecia ha ottenuto un totale di 2 medaglie (2 bronzi).

## Medaglie
| Riepilogo quotidiano | Riepilogo quotidiano | Riepilogo quotidiano | Riepilogo quotidiano | Riepilogo quotidiano | Riepilogo quotidiano |
| -------------------- | -------------------- | -------------------- | -------------------- | -------------------- | -------------------- |
| Giorno               | Data                 |                      |                      |                      | Totale               |
| 1º                   | 27                   | —                    | —                    | —                    | —                    |
| 2º                   | 28                   | 0                    | 0                    | 0                    | 0                    |
| 3º                   | 29                   | 0                    | 0                    | 0                    | 0                    |
| 4º                   | 30                   | 0                    | 0                    | 0                    | 0                    |
| 5º                   | 31                   | 0                    | 0                    | 0                    | 0                    |
| 6º                   | 1                    | 0                    | 0                    | 1                    | 1                    |
| 7º                   | 2                    | 0                    | 0                    | 0                    | 0                    |
| 8º                   | 3                    | 0                    | 0                    | 0                    | 0                    |
| 9º                   | 4                    | 0                    | 0                    | 1                    | 1                    |
| 10º                  | 5                    | 0                    | 0                    | 0                    | 0                    |
| 11º                  | 6                    | 0                    | 0                    | 0                    | 0                    |
| 12º                  | 7                    | 0                    | 0                    | 0                    | 0                    |
| 13º                  | 8                    | 0                    | 0                    | 0                    | 0                    |
| 14º                  | 9                    | 0                    | 0                    | 0                    | 0                    |
| 15º                  | 10                   | 0                    | 0                    | 0                    | 0                    |
| 16º                  | 11                   | 0                    | 0                    | 0                    | 0                    |
| 17º                  | 12                   | 0                    | 0                    | 0                    | 0                    |
| Totale               | Totale               | 0                    | 0                    | 2                    | 2                    |

### Medagliere per discipline
| Sport       | Oro | Argento | Bronzo | Totale |
| ----------- | --- | ------- | ------ | ------ |
| Judo        | 0   | 0       | 1      | 1      |
| Canottaggio | 0   | 0       | 1      | 1      |
| Totale      | 0   | 0       | 2      | 2      |

### Medaglie di bronzo
| Medaglia | Nome                                    | Sport       | Evento                             |
| -------- | --------------------------------------- | ----------- | ---------------------------------- |
| Bronzo   | Īlias Īliadīs                           | Judo        | 90 kg maschile                     |
| Bronzo   | Christina Giazitzidou Alexandra Tsiavou | Canottaggio | 2 di coppia pesi leggeri femminile |

## Atletica leggera
| Q | Qualificato al turno successivo per la posizione in qualificazione                                                           |
| q | Qualificato per il turno successivo per ripescaggio o, negli eventi su campo, conquistando la misura minima per qualificarsi |

### Maschile
Eventi di corsa su pista e strada
| Atleta                      | Evento         | Batteria  | Batteria  | Semifinale      | Semifinale      | Finale          | Finale          |
| Atleta                      | Evento         | Risultato | Posizione | Risultato       | Posizione       | Risultato       | Posizione       |
| --------------------------- | -------------- | --------- | --------- | --------------- | --------------- | --------------- | --------------- |
| Konstadinos Douvalidis      | 110 m ostacoli | 13"40     | 2º Q      | 13"77           | 7º              | non qualificato | non qualificato |
| Periklīs Iakōvakīs          | 400 m ostacoli | 50"27     | 5º        | non qualificato | non qualificato | non qualificato | non qualificato |
| Alexandros Papamichail      | Marcia 20 km   | N.D.      | N.D.      | N.D.            | N.D.            | 1h 21'12"       | 15º             |
| Alexandros Papamichail      | Marcia 50 km   | N.D.      | N.D.      | N.D.            | N.D.            | 3h 49'56"       | 25º             |
| Konstandinos Poulios        | Maratona       | N.D.      | N.D.      | N.D.            | N.D.            | 2h 33'17"       | 80º             |
| Lykourgos-Stefanos Tsakonas | 200 m          | 20"56     | 4º q      | 20"52           | 5º              | non qualificato | non qualificato |

Eventi su campo
| Atleta                   | Evento                 | Qualificazioni | Qualificazioni | Finale          | Finale          |
| Atleta                   | Evento                 | Misura         | Posizione      | Misura          | Posizione       |
| ------------------------ | ---------------------- | -------------- | -------------- | --------------- | --------------- |
| Konstadínos Baniótis     | Salto in alto          | 2,21 m         | 25º            | non qualificato | non qualificato |
| Konstadínos Filippídis   | Salto con l'asta       | 5,60 m         | 3º q           | 5,65 m          | 7º              |
| Spyridon Lebesis         | Lancio del giavellotto | 82,40 m        | 5º Q           | 81,91 m         | 7º              |
| Alexandros Papadimitriou | Lancio del martello    | 67,19 m        | 37º            | non qualificato | non qualificato |
| Mihaíl Stamatóyiannis    | Getto del peso         | 19,24 m        | 25º            | non qualificato | non qualificato |
| Loúis Tsátoumas          | Salto in lungo         | 7,53 m         | 29º            | non qualificato | non qualificato |

### Femminile
Eventi di corsa su pista e strada
| Atleta             | Evento       | Batteria  | Batteria  | Quarti di finale | Quarti di finale | Semifinale      | Semifinale      | Finale          | Finale          |
| Atleta             | Evento       | Risultato | Posizione | Risultato        | Posizione        | Risultato       | Posizione       | Risultato       | Posizione       |
| ------------------ | ------------ | --------- | --------- | ---------------- | ---------------- | --------------- | --------------- | --------------- | --------------- |
| María Belibasáki   | 100 m        | Bye       | Bye       | 11"63            | 6ª               | non qualificata | non qualificata | non qualificata | non qualificata |
| María Belibasáki   | 200 m        | 23"36     | 4ª        | N.D.             | N.D.             | non qualificata | non qualificata | non qualificata | non qualificata |
| Eléni Filándra     | 800 m        | 2'02"29   | 3ª Q      | N.D.             | N.D.             | 2'04"42         | 8ª              | non qualificata | non qualificata |
| Konstadina Kefala  | Maratona     | N.D.      | N.D.      | N.D.             | N.D.             | N.D.            | N.D.            | 3h 01'42"       | 104ª            |
| Déspina Zapounídou | Marcia 20 km | N.D.      | N.D.      | N.D.             | N.D.             | N.D.            | N.D.            | 1h 35'19"       | 44ª             |

Eventi su campo
| Atleta                 | Evento                 | Qualificazioni | Qualificazioni | Finale          | Finale          |
| Atleta                 | Evento                 | Misura         | Posizione      | Misura          | Posizione       |
| ---------------------- | ---------------------- | -------------- | -------------- | --------------- | --------------- |
| Nikoléta Kiriakopoúlou | Salto con l'asta       | 4,25 m         | 19ª            | non qualificata | non qualificata |
| Stella-Īrō Ledakī      | Salto con l'asta       | 4,50 m         | 13ª            | non qualificata | non qualificata |
| Savva Lika             | Lancio del giavellotto | 57,06 m        | 27ª            | non qualificata | non qualificata |
| Niki Paneta            | Salto triplo           | 13,66 m        | 24ª            | non qualificata | non qualificata |
| Athanasia Perra        | Salto triplo           | 11,93 m        | 33ª            | non qualificata | non qualificata |
| Aikaterinī Stefanidī   | Salto con l'asta       | 4,25 m         | 24ª            | non qualificata | non qualificata |
| Antonia Stergiou       | Salto in alto          | 1,93 m         | 13ª            | non qualificata | non qualificata |

Eventi combinati
| Atleta         | Evento    |           | 100H  | SA     | GP      | 200 m | SL     | LG      | 800 m   | Finale | Posizione |
| -------------- | --------- | --------- | ----- | ------ | ------- | ----- | ------ | ------- | ------- | ------ | --------- |
| Sofía Ifadídou | Eptathlon | Risultato | 13"82 | 1,68 m | 12,96 m | 25"91 | 5,81 m | 56,96 m | 2'22"03 | 5947   | 24ª       |
| Sofía Ifadídou | Eptathlon | Punti     | 1004  | 830    | 725     | 805   | 792    | 995     | 796     | 5947   | 24ª       |

## Canoa/Kayak
| FA | Qualificato in finale A (per le medaglie)                       |
| FB | Qualificato in finale B (non per le medaglie)                   |
| Q  | Qualificato al turno successivo per posizione in qualificazione |
| q  | Qualificato al turno successivo per ripescaggio                 |

### Slalom
Maschile
| Atleta             | Evento | Qualificazioni | Qualificazioni | Qualificazioni | Qualificazioni | Qualificazioni | Qualificazioni | Semifinali      | Semifinali      | Semifinali      | Finale          | Finale          | Finale          |
| Atleta             | Evento | 1ª manche      | Pos.           | 2ª manche      | Pos.           | Migliore       | Posizione      | Penalità        | Tempo           | Posizione       | Penalità        | Tempo           | Posizione       |
| ------------------ | ------ | -------------- | -------------- | -------------- | -------------- | -------------- | -------------- | --------------- | --------------- | --------------- | --------------- | --------------- | --------------- |
| Christos Tsakmakis | C-1    | 165"79         | 17º            | 105"22         | 13º            | 105"22         | 15º            | non qualificato | non qualificato | non qualificato | non qualificato | non qualificato | non qualificato |

## Canottaggio
| FA   | Qualificato in finale A (per le medaglie)     |
| FB   | Qualificato in finale B (non per le medaglie) |
| FC   | Qualificato in finale C (non per le medaglie) |
| FD   | Qualificato in finale D (non per le medaglie) |
| FE   | Qualificato in finale E (non per le medaglie) |
| FF   | Qualificato in finale F (non per le medaglie) |
| SA/B | Semifinali A/B                                |
| SC/D | Semifinali C/D                                |
| SE/F | Semifinali E/F                                |
| QF   | Qualificato ai quarti di finale               |
| R    | Ripescaggio                                   |

Maschile
| Atleta                                                                  | Evento            | Batteria | Batteria  | Ripescaggio | Ripescaggio | Semifinali | Semifinali | Finale  | Finale    |
| Atleta                                                                  | Evento            | Tempo    | Posizione | Tempo       | Posizione   | Tempo      | Posizione  | Tempo   | Posizione |
| ----------------------------------------------------------------------- | ----------------- | -------- | --------- | ----------- | ----------- | ---------- | ---------- | ------- | --------- |
| Apostolos Gkountoulas Nikolaos Gkountoulas                              | 2 senza           | 6'21"46  | 3º SA/B   | Bye         | Bye         | 7'07"15    | 5º FB      | 6'53"69 | 9º        |
| Panagiotis Magdanis Eleftherios Konsolas                                | 2 di coppia p. l. | 6'42"13  | 5º R      | 6'31"13     | 1º SA/B     | 6'40"89    | 4º FB      | 6'31"71 | 8º        |
| Ioannis Christou Stergios Papachristos Ioannis Tsilis Georgios Tziallas | 4 senza           | 5'57"71  | 3º SA/B   | Bye         | Bye         | 6'02"61    | 2º FA      | 6'11"43 | 4º        |

Femminile
| Atleta                                  | Evento           | Batteria | Batteria  | Ripescaggio | Ripescaggio | Semifinali | Semifinali | Finale  | Finale    |
| Atleta                                  | Evento           | Tempo    | Posizione | Tempo       | Posizione   | Tempo      | Posizione  | Tempo   | Posizione |
| --------------------------------------- | ---------------- | -------- | --------- | ----------- | ----------- | ---------- | ---------- | ------- | --------- |
| Christina Giazitzidou Alexandra Tsiavou | 2 di coppia p.l. | 7'03"66  | 1ª SA/B   | Bye         | Bye         | 7'09"01    | 2ª FA      | 7'12"09 | Bronzo    |

## Ciclismo

### Ciclismo su strada
Maschile
| Atleta             | Evento         | Tempo     | Classifica |
| ------------------ | -------------- | --------- | ---------- |
| Ioannis Tamouridis | Corsa in linea | 5h 58'24" | 110º       |

### Ciclismo su pista

#### Velocità
Maschile
| Atleta             | Evento               | Qualificazione     | Qualificazione | Trentaduesimi             | Ripescaggio 1             | Sedicesimi                | Ripescaggio 2             | Quarti di finale     | Semifinali           | Finale               | Finale          |
| Atleta             | Evento               | Tempo Velocità     | Posizione      | Avversario Tempo Velocità | Avversario Tempo Velocità | Avversario Tempo Velocità | Avversario Tempo Velocità | Avversario Risultato | Avversario Risultato | Avversario Risultato | Posizione       |
| ------------------ | -------------------- | ------------------ | -------------- | ------------------------- | ------------------------- | ------------------------- | ------------------------- | -------------------- | -------------------- | -------------------- | --------------- |
| Zafeiris Volikakis | Velocità individuale | 10"663 67,523 km/h | 17º            | G. Baugé (FRA) P DSQ      | non qualificato           | non qualificato           | non qualificato           | non qualificato      | non qualificato      | non qualificato      | non qualificato |

#### Keirin
Maschile
| Atleta             | Evento          | 1º turno  | Ripescaggio | Semifinale | Finale    |
| Atleta             | Evento          | Posizione | Posizione   | Posizione  | Posizione |
| ------------------ | --------------- | --------- | ----------- | ---------- | --------- |
| Christos Volikakis | Keirin maschile | 6 R       | 1 Q         | 6          | 9º        |

### Mountain Bike
Maschile
| Atleta         | Evento        | Tempo     | Classifica |
| -------------- | ------------- | --------- | ---------- |
| Periklis Ilias | Cross-country | 1h 38'51" | 33º        |

## Ginnastica

### Ginnastica artistica
Maschile
| Atleta               | Evento                | Qualificazione | Qualificazione | Qualificazione | Qualificazione | Qualificazione | Qualificazione | Qualificazione | Qualificazione | Finale          | Finale          | Finale          | Finale          | Finale          | Finale          | Finale          | Finale          |
| Atleta               | Evento                | Attrezzo       | Attrezzo       | Attrezzo       | Attrezzo       | Attrezzo       | Attrezzo       | Totale         | Posizione      | Attrezzo        | Attrezzo        | Attrezzo        | Attrezzo        | Attrezzo        | Attrezzo        | Totale          | Posizione       |
| Atleta               | Evento                | CL             | C              | A              | V              | P              | S              | Totale         | Posizione      | CL              | C               | A               | V               | P               | S               | Totale          | Posizione       |
| -------------------- | --------------------- | -------------- | -------------- | -------------- | -------------- | -------------- | -------------- | -------------- | -------------- | --------------- | --------------- | --------------- | --------------- | --------------- | --------------- | --------------- | --------------- |
| Vlasios Maras        | Parallele simmetriche | N.D.           | N.D.           | N.D.           | N.D.           | 13.400         | N.D.           | 13.400         | 64º            | non qualificato | non qualificato | non qualificato | non qualificato | non qualificato | non qualificato | non qualificato | non qualificato |
| Vlasios Maras        | Sbarra                | N.D.           | N.D.           | N.D.           | N.D.           | N.D.           | 14.300         | 14.300         | 35º            | non qualificato | non qualificato | non qualificato | non qualificato | non qualificato | non qualificato | non qualificato | non qualificato |
| Vasileios Tsolakidis | Parallele simmetriche | N.D.           | N.D.           | N.D.           | N.D.           | 15.466         | N.D.           | 15.466         | 7º Q           | N.D.            | N.D.            | N.D.            | N.D.            | 15.300          | N.D.            | 15.300          | 6º              |

Femminile
| Atleta            | Evento               | Qualificazione | Qualificazione | Qualificazione | Qualificazione | Qualificazione | Qualificazione | Finale          | Finale          | Finale          | Finale          | Finale          | Finale          |
| Atleta            | Evento               | Attrezzo       | Attrezzo       | Attrezzo       | Attrezzo       | Totale         | Posizione      | Attrezzo        | Attrezzo        | Attrezzo        | Attrezzo        | Totale          | Posizione       |
| Atleta            | Evento               | CL             | V              | P              | S              | Totale         | Posizione      | CL              | V               | P               | S               | Totale          | Posizione       |
| ----------------- | -------------------- | -------------- | -------------- | -------------- | -------------- | -------------- | -------------- | --------------- | --------------- | --------------- | --------------- | --------------- | --------------- |
| Vasilikī Millousī | Concorso individuale | 12.933         | 12.800         | 13.425         | 14.366         | 53.524         | 34ª            | non qualificata | non qualificata | non qualificata | non qualificata | non qualificata | non qualificata |

### Ginnastica ritmica
Femminile
| Atleta                                                                                           | Evento             | Qualificazione | Qualificazione      | Qualificazione | Qualificazione | Finale          | Finale              | Finale          | Finale          |
| Atleta                                                                                           | Evento             | Attrezzo       | Attrezzo            | Totale         | Classifica     | Attrezzo        | Attrezzo            | Totale          | Classifica      |
| Atleta                                                                                           | Evento             | 5 palle        | 3 nastri e 2 cerchi | Totale         | Classifica     | 5 palle         | 3 nastri e 2 cerchi | Totale          | Classifica      |
| ------------------------------------------------------------------------------------------------ | ------------------ | -------------- | ------------------- | -------------- | -------------- | --------------- | ------------------- | --------------- | --------------- |
| Eleni Doika Alexia Kyriazi Evdokia Loukagou Stavroula Samara Vasileia Zachou Marianthi Zafeiriou | Concorso a squadre | 25.875         | 26.000              | 51.875         | 9ª             | non qualificate | non qualificate     | non qualificate | non qualificate |

## Judo
Maschile
| Atleta        | Evento | 16-esimi                     | Ottavi                       | Quarti                         | Semifinali           | Ripescaggio                    | Med. bronzo                   | Finale               | Posizione |
| Atleta        | Evento | Avversario Risultato         | Avversario Risultato         | Avversario Risultato           | Avversario Risultato | Avversario Risultato           | Avversario Risultato          | Avversario Risultato | Posizione |
| ------------- | ------ | ---------------------------- | ---------------------------- | ------------------------------ | -------------------- | ------------------------------ | ----------------------------- | -------------------- | --------- |
| Īlias Īliadīs | −90 kg | M. Randl (SVK) V (0111-0002) | K. Bauža (LTU) V (0100-0003) | K. Denisov (RUS) P (0000-0020) | non qualificato      | M. Anthony (AUS) V (1000–0000) | T. Camilo (BRA) V (0011–0002) | non qualificato      | Bronzo    |

Femminile
| Atleta              | Evento | 16-esimi                       | Ottavi               | Quarti               | Semifinali           | Ripescaggio          | Med. bronzo          | Finale               | Posizione       |
| Atleta              | Evento | Avversario Risultato           | Avversario Risultato | Avversario Risultato | Avversario Risultato | Avversario Risultato | Avversario Risultato | Avversario Risultato | Posizione       |
| ------------------- | ------ | ------------------------------ | -------------------- | -------------------- | -------------------- | -------------------- | -------------------- | -------------------- | --------------- |
| Ioulieta Boukouvala | −57 kg | Y. Lupetey (CUB) P (0001-0011) | non qualificata      | non qualificata      | non qualificata      | non qualificata      | non qualificata      | non qualificata      | non qualificata |

## Lotta
| VT | Vittoria per atterramento                           |
| PP | Vittoria a punti (lo sconfitto con punti tecnici)   |
| PO | Vittoria a punti (lo sconfitto senza punti tecnici) |

### Libera
Maschile
| Atleta         | Evento | Qualificazione       | Ottavi                              | Quarti               | Semifinali           | Ripescaggio Turno 2  | Ripescaggio Turno 2  | Finale               | Pos. |
| Atleta         | Evento | Avversario Risultato | Avversario Risultato                | Avversario Risultato | Avversario Risultato | Avversario Risultato | Avversario Risultato | Avversario Risultato | Pos. |
| -------------- | ------ | -------------------- | ----------------------------------- | -------------------- | -------------------- | -------------------- | -------------------- | -------------------- | ---- |
| Olegk Motsalin | -74 kg | Bye                  | S. Tigiev (UZB) P 0-3 PO (0-3, 0-1) | non qualificato      | non qualificato      | non qualificato      | non qualificato      | non qualificato      | 11º  |

Femminile
| Atleta            | Evento | Qualificazione       | Ottavi                                | Quarti               | Semifinali           | Ripescaggio Turno 2  | Ripescaggio Turno 2  | Finale               | Pos. |
| Atleta            | Evento | Avversario Risultato | Avversario Risultato                  | Avversario Risultato | Avversario Risultato | Avversario Risultato | Avversario Risultato | Avversario Risultato | Pos. |
| ----------------- | ------ | -------------------- | ------------------------------------- | -------------------- | -------------------- | -------------------- | -------------------- | -------------------- | ---- |
| Maria Prevolaraki | -55 kg | Bye                  | J. Ratkevič (AZE) P 0-3 PO (0-2, 0-1) | non qualificata      | non qualificata      | non qualificata      | non qualificata      | non qualificata      | 15ª  |

## Nuoto e sport acquatici

### Nuoto
Maschile
| Atleta                 | Evento             | Batterie | Batterie   | Semifinali      | Semifinali      | Finale          | Finale          |
| Atleta                 | Evento             | Tempo    | Classifica | Tempo           | Classifica      | Tempo           | Classifica      |
| ---------------------- | ------------------ | -------- | ---------- | --------------- | --------------- | --------------- | --------------- |
| Stefanos Dimitriadis   | 100 m farfalla     | 54"20    | 40º        | non qualificato | non qualificato | non qualificato | non qualificato |
| Stefanos Dimitriadis   | 200 m farfalla     | 1'58"79  | 23º        | non qualificato | non qualificato | non qualificato | non qualificato |
| Ioannis Drymonakos     | 200 m farfalla     | 1'56"97  | 16º Q      | 1'58"05         | 15º             | non qualificato | non qualificato |
| Ioannis Drymonakos     | 400 m misti        | 4'17"04  | 17º        | N.D.            | N.D.            | non qualificato | non qualificato |
| Christian Gkolomeev    | 100 m stile libero | 50"08    | 31º        | non qualificato | non qualificato | non qualificato | non qualificato |
| Spyridōn Gianniōtīs    | Maratona 10 km     | N.D.     | N.D.       | N.D.            | N.D.            | 1h 50'05"3      | 4º              |
| Aristeidis Grigoriadis | 100 m dorso        | 54"52    | 17º Q      | 54"20           | 14º             | non qualificato | non qualificato |
| Ioannis Kalargaris     | 50 m stile libero  | 22"80    | 30º        | non qualificato | non qualificato | non qualificato | non qualificato |
| Panagiōtīs Samilidīs   | 100 m rana         | 1'01"20  | 22º        | non qualificato | non qualificato | non qualificato | non qualificato |
| Panagiōtīs Samilidīs   | 200 m rana         | 2'14"82  | 27º        | non qualificato | non qualificato | non qualificato | non qualificato |
| Andreas Vazaios        | 200 m misti        | 2'01"23  | 26º        | non qualificato | non qualificato | non qualificato | non qualificato |

Femminile
| Atleta                                                                               | Evento               | Batterie | Batterie   | Semifinali      | Semifinali      | Finale          | Finale          |
| Atleta                                                                               | Evento               | Tempo    | Classifica | Tempo           | Classifica      | Tempo           | Classifica      |
| ------------------------------------------------------------------------------------ | -------------------- | -------- | ---------- | --------------- | --------------- | --------------- | --------------- |
| Theodora Drakou                                                                      | 50 m stile libero    | 25"13    | 13ª Q      | 25"28           | 16ª             | non qualificata | non qualificata |
| Marianna Lymperta                                                                    | Maratona 10 km       | N.D.     | N.D.       | N.D.            | N.D.            | 2h 04'26"5      | 22ª             |
| Nery Mantey Niangkouara                                                              | 50 m stile libero    | 25"40    | 21ª        | non qualificata | non qualificata | non qualificata | non qualificata |
| Nery Mantey Niangkouara                                                              | 100 m stile libero   | 56"63    | 32ª        | non qualificata | non qualificata | non qualificata | non qualificata |
| Kristel Vourna                                                                       | 100 m farfalla       | 58"74    | 16ª Q      | 58"31           | 12ª             | non qualificata | non qualificata |
| Theodōra Drakou Theodora Giareni Martha Matsa Nery Mantey Niangkouara Kristel Vourna | 4×100 m stile libero | 3'45"55  | 16ª        | N.D.            | N.D.            | non qualificata | non qualificata |

### Nuoto sincronizzato
| Atleta                                | Evento | Programma tecnico (Preliminari) | Programma tecnico (Preliminari) | Programma libero (Preliminari) | Programma libero (Preliminari) | Programma libero (Preliminari) | Programma libero (Preliminari) | Programma libero (Finale) | Programma libero (Finale) |
| Atleta                                | Evento | Punti                           | Classifica                      | Punti                          | Classifica                     | Punti totali                   | Classifica                     | Punti                     | Classifica                |
| ------------------------------------- | ------ | ------------------------------- | ------------------------------- | ------------------------------ | ------------------------------ | ------------------------------ | ------------------------------ | ------------------------- | ------------------------- |
| Evaggelia Platanioti Despoina Solomou | Duo    | 89.200                          | 8ª                              | 88.840                         | 8ª                             | 178.040                        | 8ª Q                           | 178.560                   | 8ª                        |

### Pallanuoto

#### Maschile
Rosa
| N° | Naz.              | Ruolo | Sportivo                  | Anno | Alt.   | Peso   | Squadra di club |  |
| -- | ----------------- | ----- | ------------------------- | ---- | ------ | ------ | --------------- |  |
| 1  | Grecia (bandiera) | P     | Nikolaos Deligiannis      | 1976 | 1,90 m | 95 kg  | Olympiakos      |  |
| 2  | Grecia (bandiera) | A     | Emmanouil Mylonakis       | 1985 | 1,85 m | 75 kg  | Vouliagmeni     |  |
| 3  | Grecia (bandiera) | A     | Andreas Miralis           | 1987 | 1,83 m | 89 kg  | NO Patrasso     |  |
| 4  | Grecia (bandiera) | D     | Konstantinos Kokkinakis   | 1975 | 1,93 m | 107 kg | Panathinaikos   |  |
| 5  | Grecia (bandiera) | D     | Theodoros Chatzitheodorou | 1976 | 1,90 m | 100 kg | Chios           |  |
| 6  | Grecia (bandiera) | A     | Argyrīs Theodōropoulos    | 1981 | 1,87 m | 95 kg  | Chios           |  |
| 7  | Grecia (bandiera) | A     | Chrīstos Afroudakīs       | 1984 | 1,88 m | 88 kg  | Vouliagmeni     |  |
| 8  | Grecia (bandiera) | A     | Evagelos Delakas          | 1985 | 1,90 m | 88 kg  | Olympiakos      |  |
| 9  | Grecia (bandiera) | CB    | Georgios Afroudakis       | 1976 | 1,94 m | 103 kg | Panathinaikos   |  |
| 10 | Grecia (bandiera) | A     | Ioannis Fountoulis        | 1988 | 1,87 m | 86 kg  | Olympiakos      |  |
| 11 | Grecia (bandiera) | CB    | Konstantinos Mourikis     | 1988 | 1,98 m | 115 kg | Olympiakos      |  |
| 12 | Grecia (bandiera) | CB    | Manthos Voulgarakis       | 1980 | 1,88 m | 104 kg | Vouliagmeni     |  |
| 13 | Grecia (bandiera) | P     | Filippos Karampetsos      | 1977 | 1,92 m | 95 kg  | Chios           |  |

- Allenatore:  Dragan Andrić

Fase a gironi - Gruppo A
| Arbitri: | Adrian Alexandrescu György Juhász |

|                                                 |           |                                                   |
| I. Fountoulis A. Miralis E. Delakas K. Mourikis | Marcatori | S. Sukno M. Bošković P. Muslim A. Bušlje N. Dobud |

| Arbitri: | Mario Brguljan Mihajlo Ćirić |

|                                                                        |           |                                                          |
| I. Fountoulis K. Kokkinakis C. Afroudakis A. Theodoropoulos A. Miralis | Marcatori | M. Aicardi N. Gitto C. Presciutti M. Felugo A. Giorgetti |

| Arbitri: | Ulrich Spiegel Brian Littlejohn |

|                                   |           |                                                                  |
| V. Ushakov S. Gorovoy R. Ukumanov | Marcatori | C. Afroudakis K. Kokkinakis I. Fountoulis K. Mourikis E. Delakas |

| Pos. | Squadra    | Pt | G | V | N | P | GF | GS | DR  |
| ---- | ---------- | -- | - | - | - | - | -- | -- | --- |
| 1    | Croazia    | 10 | 5 | 5 | 0 | 0 | 50 | 29 | +21 |
| 2    | Italia     | 7  | 5 | 3 | 1 | 1 | 40 | 36 | +4  |
| 3    | Spagna     | 6  | 5 | 3 | 0 | 2 | 52 | 42 | +10 |
| 4    | Australia  | 4  | 5 | 2 | 0 | 3 | 40 | 44 | -4  |
| 5    | Grecia     | 3  | 5 | 1 | 1 | 3 | 41 | 43 | -2  |
| 6    | Kazakistan | 0  | 5 | 0 | 0 | 5 | 24 | 53 | -29 |

- Grecia non qualificata ai quarti di finale. Posizione nella classifica finale: 9º

### Tuffi
Maschile
| Atleta              | Evento         | Preliminari | Preliminari | Semifinale      | Semifinale      | Finale          | Finale          |
| Atleta              | Evento         | Punti       | Classifica  | Punti           | Classifica      | Punti           | Classifica      |
| ------------------- | -------------- | ----------- | ----------- | --------------- | --------------- | --------------- | --------------- |
| Stefanos Paparounas | Trampolino 3 m | 366,10      | 26º         | non qualificato | non qualificato | non qualificato | non qualificato |

## Beach volley/Pallavolo

### Beach volley

#### Femminile
Rosa
|  | Naz.              |  | Sportivo           | Anno | Alt.   |  |
|  | ----------------- |  | ------------------ | ---- | ------ |  |
|  | Grecia (bandiera) |  | Maria Tsiartsiani  | 1980 | 1,80 m |  |
|  | Grecia (bandiera) |  | Vassiliki Arvaniti | 1985 | 1,83 m |  |

Fase a gironi - Girone B
| Londra 28 luglio 2012, ore 21:00 BST | Kuhn-Zumkehr                                   | 2 – 0 (21-13; 21-19) referto | Arvaniti-Tsiartsiani | Horse Guards Parade\| Arbitri: \| Maria Paes Villas-Boas da Fonse Richard Casutt \| |
| Arbitri:                             | Maria Paes Villas-Boas da Fonse Richard Casutt |                              |                      |                                                                                     |

| Londra 30 luglio 2012, ore 16:30 BST | Arvaniti-Tsiartsiani                      | 2 – 1 (18-21; 21-13; 15-12) referto | Vasina-Vozakova | Horse Guards Parade\| Arbitri: \| Rui Miranda Carvalho Agnieszka Myszkowska \| |
| Arbitri:                             | Rui Miranda Carvalho Agnieszka Myszkowska |                                     |                 |                                                                                |

| Londra 1º agosto 2012, ore 9:00 BST | Zhang-Xue                       | 2 – 0 (21-17; 21-16) referto | Arvaniti-Tsiartsiani | Horse Guards Parade\| Arbitri: \| Osvaldo Sumavil Daniel Lee Apol \| |
| Arbitri:                            | Osvaldo Sumavil Daniel Lee Apol |                              |                      |                                                                      |

| Pos. | Coppie               | Pt | G | V | P | Sv | Sp | Sr    | Pv  | Pp  | Pr    |
| ---- | -------------------- | -- | - | - | - | -- | -- | ----- | --- | --- | ----- |
| 1    | Zhang-Xue            | 5  | 3 | 2 | 1 | 5  | 3  | 1.667 | 143 | 135 | 1.059 |
| 2    | Vasina-Vozakova      | 6  | 3 | 2 | 1 | 5  | 4  | 1.250 | 156 | 150 | 1.040 |
| 3    | Kuhn-Zumkehr         | 4  | 3 | 1 | 2 | 4  | 4  | 1.000 | 136 | 139 | 0.978 |
| 4    | Arvaniti-Tsiartsiani | 4  | 3 | 1 | 2 | 2  | 5  | 0.400 | 119 | 130 | 0.915 |

 Grecia Eliminata - Posizione nella classifica finale: 19º posto pari merito con le coppie di  Australia,  Canada,  Argentina,  Mauritius e con entrambe le coppie dei  Paesi Bassi.

## Scherma
Femminile
| Atleta             | Evento               | Sedicesimi                      | Ottavi di finale        | Quarti di finale          | Semifinali           | Finale               | Pos. |
| Atleta             | Evento               | Avversario Risultato            | Avversario Risultato    | Avversario Risultato      | Avversario Risultato | Avversario Risultato | Pos. |
| ------------------ | -------------------- | ------------------------------- | ----------------------- | ------------------------- | -------------------- | -------------------- | ---- |
| Vasilikī Vougiouka | Sciabola Individuale | L. Bond-Williams (GBR) V (15-8) | A. Socha (POL) V (15-7) | Kim J.-y. (KOR) P (12-15) | non qualificata      | non qualificata      | 5º   |

## Sollevamento pesi
Maschile
| Atleta            | Evento | Strappo   | Strappo    | Slancio   | Slancio    | Totale | Classifica |
| Atleta            | Evento | Risultato | Classifica | Risultato | Classifica | Totale | Classifica |
| ----------------- | ------ | --------- | ---------- | --------- | ---------- | ------ | ---------- |
| David Kavelasvili | -94 kg | 170 kg    | 11º        | 200 kg    | 13º        | 370 kg | 13º        |

## Taekwondo
Maschile
| Atleta                | Evento | Ottavi                   | Quarti               | Semifinale           | Ripescaggio Turno 1  | Ripescaggio Turno 2  | Finale               | Classifica      |
| Atleta                | Evento | Avversario Risultato     | Avversario Risultato | Avversario Risultato | Avversario Risultato | Avversario Risultato | Avversario Risultato | Classifica      |
| --------------------- | ------ | ------------------------ | -------------------- | -------------------- | -------------------- | -------------------- | -------------------- | --------------- |
| Alexandros Nikolaidis | +80 kg | B. Tanrıkulu (TUR) P 3-7 | non qualificato      | non qualificato      | non qualificato      | non qualificato      | non qualificato      | non qualificato |

## Tennistavolo
Maschile
| Atleta              | Evento  | Preliminari          | Round 1              | Round 2                                                | Round 3                                                              | Round 4              | Quarti di finale     | Semifinale           | Finale               | Posizione       |
| Atleta              | Evento  | Avversario Risultato | Avversario Risultato | Avversario Risultato                                   | Avversario Risultato                                                 | Avversario Risultato | Avversario Risultato | Avversario Risultato | Avversario Risultato | Posizione       |
| ------------------- | ------- | -------------------- | -------------------- | ------------------------------------------------------ | -------------------------------------------------------------------- | -------------------- | -------------------- | -------------------- | -------------------- | --------------- |
| Panagiotis Gionis   | Singolo | Bye                  | Bye                  | O. Assar (EGY) V 4-0 (11-5, 11-9, 11-7, 11-9)          | S. Kishikawa (JPN) P 3-4 (7-11, 11-7, 9-11, 11-8, 7-11, 11-8, 10-12) | non qualificato      | non qualificato      | non qualificato      | non qualificato      | non qualificato |
| Kallinikos Kreangka | Singolo | Bye                  | Bye                  | J.-M. Saive (BEL) V 4-1 (5-11, 11-3, 11-9, 11-7, 11-8) | M. Maze (DEN) P 1-4 (10-12, 6-11, 8-11, 11-8, 3-11)                  | non qualificato      | non qualificato      | non qualificato      | non qualificato      | non qualificato |

## Tiro a segno/volo
Maschile
| Atleta              | Evento | Qualificazione | Qualificazione | Finale          | Finale          |
| Atleta              | Evento | Punteggio      | Classifica     | Punteggio       | Classifica      |
| ------------------- | ------ | -------------- | -------------- | --------------- | --------------- |
| Nikolaos Mavromatis | Skeet  | 119            | 9º             | non qualificato | non qualificato |
| Efthimios Mitas     | Skeet  | 114            | 25º            | non qualificato | non qualificato |

Femminile
| Atleta       | Evento                      | Qualificazione | Qualificazione | Finale          | Finale          |
| Atleta       | Evento                      | Punteggio      | Classifica     | Punteggio       | Classifica      |
| ------------ | --------------------------- | -------------- | -------------- | --------------- | --------------- |
| Athina Douka | Pistola 10 m aria compressa | 369            | 42ª            | non qualificata | non qualificata |

## Tiro con l'arco
Femminile
| Atleta           | Evento      | Round di qualificazione | Round di qualificazione | 32-esimi                  | 16-esimi                  | Ottavi                    | Quarti                    | Semifinali                | Finale                    | Pos.            |
| Atleta           | Evento      | Punteggio               | Seed                    | Avversario Seed Punteggio | Avversario Seed Punteggio | Avversario Seed Punteggio | Avversario Seed Punteggio | Avversario Seed Punteggio | Avversario Seed Punteggio | Pos.            |
| ---------------- | ----------- | ----------------------- | ----------------------- | ------------------------- | ------------------------- | ------------------------- | ------------------------- | ------------------------- | ------------------------- | --------------- |
| Evangelia Psarra | Individuale | 636                     | 43ª                     | B. Devi (IND) (22) P 4-6  | non qualificata           | non qualificata           | non qualificata           | non qualificata           | non qualificata           | non qualificata |

## Vela
Maschile
| Atleta                                         | Evento | Regata | Regata | Regata | Regata | Regata | Regata | Regata | Regata | Regata | Regata | Regata | Punteggio Totale | Punteggio Netto | Classifica |
| Atleta                                         | Evento | 1      | 2      | 3      | 4      | 5      | 6      | 7      | 8      | 9      | 10     | M      | Punteggio Totale | Punteggio Netto | Classifica |
| ---------------------------------------------- | ------ | ------ | ------ | ------ | ------ | ------ | ------ | ------ | ------ | ------ | ------ | ------ | ---------------- | --------------- | ---------- |
| Byron Kokkalanis                               | RS:X   | 4      | 11     | 6      | 2      | 16     | 15     | 3      | 11     | 4      | 9      | 12     | 93               | 77              | 6º         |
| Vagelis Himonas                                | Laser  | 13     | 19     | 21     | 41     | 50 DSQ | 33     | 15     | 30     | 15     | 19     | EL     | 256              | 206             | 26º        |
| Ioannis Mitakis                                | Finn   | 4      | 21     | 10     | 8      | 25 OCS | 10     | 20     | 19     | 7      | 9      | EL     | 133              | 108             | 14º        |
| Panagiotis Kampouridis Efstathios Papadopoulos | 470    | 14     | 7      | 20     | 15     | 18     | 28 DSQ | 27     | 19     | 8      | 20     | EL     | 176              | 148             | 19º        |
| Emilios Papathanasiou Antonios Tsotras         | Star   | 3      | 16     | 7      | 12     | 7      | 15     | 17 BFD | 17 DSQ | 17 OCS | 12     | EL     | 123              | 106             | 14º        |

Femminile
| Atleta             | Evento       | Regata | Regata | Regata | Regata | Regata | Regata | Regata | Regata | Regata | Regata | Regata | Punteggio Totale | Punteggio Netto | Classifica |
| Atleta             | Evento       | 1      | 2      | 3      | 4      | 5      | 6      | 7      | 8      | 9      | 10     | M      | Punteggio Totale | Punteggio Netto | Classifica |
| ------------------ | ------------ | ------ | ------ | ------ | ------ | ------ | ------ | ------ | ------ | ------ | ------ | ------ | ---------------- | --------------- | ---------- |
| Angeliki Skarlatou | RS:X         | 14     | 12     | 21     | 11     | 19     | 16     | 19     | 27 OCS | 15     | 7      | EL     | 161              | 134             | 16ª        |
| Anna Agrafioti     | Laser Radial | 28     | 29     | 30     | 32     | 34     | 34     | 15     | 34     | 23     | 32     | EL     | 291              | 257             | 33ª        |

Misti
| Atleta                             | Evento | Regata | Regata | Regata | Regata | Regata | Regata | Regata | Regata | Regata | Regata | Regata | Regata | Regata | Regata | Regata | Regata | Punteggio Totale | Punteggio Netto | Classifica |
| Atleta                             | Evento | 1      | 2      | 3      | 4      | 5      | 6      | 7      | 8      | 9      | 10     | 11     | 12     | 13     | 14     | 15     | M      | Punteggio Totale | Punteggio Netto | Classifica |
| ---------------------------------- | ------ | ------ | ------ | ------ | ------ | ------ | ------ | ------ | ------ | ------ | ------ | ------ | ------ | ------ | ------ | ------ | ------ | ---------------- | --------------- | ---------- |
| Dionisios Dimou Michail Pateniotis | 49er   | 18     | 20     | 19     | 16     | 19     | 20     | 19     | 17     | 20     | 19     | 18     | 16     | 16     | 20     | 5      | EL     | 262              | 242             | 20º        |